# Hemictenius lebedevi
Hemictenius lebedevi är en skalbaggsart som beskrevs av Edmund Reitter 1908. Hemictenius lebedevi ingår i släktet Hemictenius och familjen Melolonthidae. Inga underarter finns listade i Catalogue of Life.